# Schmatzhausen
Schmatzhausen is een plaats in de Duitse gemeente Hohenthann, deelstaat Beieren, en telt 756 inwoners (30.06.2007).